# Constantin Brătescu (general)
Constantin Brătescu (n. 8 martie 1892 – d. 13 aprilie 1971) a fost un general român, care a luptat în al doilea război mondial împotriva forțelor aliate.
- 1941 - Șeful Propagandei în Marele Stat Major General.
- 1941 – 1942 - Ofițer de Legătură pe lângă Misiunea Militară Germană din România.
- 1942 – 1943 - Comandantul Diviziei a 1-a Cavalerie.
- 1943 – 1948 - Prizonier de război în URSS.
- 1948 - Pensionat.

A luat parte la: Planul "Barbarossa", Planul "Blue" redenumit mai târziu "Planul Braunschweig" și Bătălia de la Stalingrad.
În 1943 a fost luat prizonier de armata sovietică, după operațiunea de încercuire a armatei a 6-a germană condusă de Feldmareșalul von Paulus la Stalingrad începută pe data de pe 22 noiembrie 1942, și a fost deținut până în 1948. A stat 5 ani în prizonierat după care s-a întors în țară și s-a retras din armată.
A murit în anul 1971 la vârsta de 79 de ani.

## Decorații
- Ordinul „Steaua României” în gradul de ofițer (8 iunie 1940)[1]

## Legături externe
- Generals.dk - Constantin Brătescu